# Бенсон (Минесота)
Бенсон (енгл. Benson) град је у америчкој савезној држави Минесота.

## Демографија
По попису из 2010. године број становника је 3.240, што је 136 (-4,0%) становника мање него 2000. године.
| Група             | 2000.         | 2010.         |
| Белци             | 3.294 (97,6%) | 3.108 (95,9%) |
| Афроамериканци    | 8 (0,2%)      | 17 (0,5%)     |
| Азијати           | 8 (0,2%)      | 7 (0,2%)      |
| Хиспаноамериканци | 40 (1,2%)     | 83 (2,6%)     |
| Укупно            | 3.376         | 3.240         |